# Бегэн, Дидье
Дидье Бегэн (фр. Didier Béguin; 14 декабря 1918, Париж — 26 ноября 1944 года, Арнем, Нидерланды) — французский лётчик, участник Второй мировой войны, в ходе которой капитан Бегэн совершил 415 боевых полетов и одержал 8 воздушных побед. Был участником Освобождения.

## Биография
26 апреля 1937 года он поступил во французские Военно-воздушные силы. Становится пилотом 25 августа 1937 года в звании старшего капрала (ефрейтора). Призван в G.A.O. (?) 507 в Лексёйе 5 января 1938 года. Звание сержанта получил 4 февраля 1938 года. Профессиональным пилотом стал 8 июня 1939 года. Зачислен в отряд (взвод) младших офицеров запаса — с 30 декабря 1939 по 12 апреля 1940 года. Призван в C.I.R. (?) B.A. (?) 105 города Ольна. Назначен адъютантом 1 ноября 1940 года, младшим лейтенантом 1 апреля 1941 года, лейтенантом 24 сентября 1941 года.
Он станет одним из первых французских истребителей, зачисленных в состав Королевских Воздушных Сил в июле 1940 года. Эскадрилья 253 RAF, куда он направлен, будет продвигаться на внешний театр военных действий.
17 августа 1942 года Бегэн становится добровольцем среди первых 14 лётчиков, которые отправляются воевать на русский фронт. Он переведен в G.C. III «Нормандия» 23 августа 1942 года. 25 сентября 1943 года получено повышение — теперь Дидье Бегэн капитан и командует 2-й эскадрильей «Гавр». Он одерживает 7 воздушных побед на русском фронте.
Дидье Бегэн покидает «Нормандию» 16 февраля 1944 года и возвращается в Англию. Назначен в оперативную учебную часть № 13 13 сентября 1944 года. Переведен ТВ эскадрон 130 18 августа 1944 года, затем — в 341 RAF 10 октября 1944 года. Дидье Бегэн командует эскадрильей «Страсбург». В эту же (341) эскадрилью входила группа «Эльзас»
26 ноября 1944 года сбит тяжелым зенитным снарядом. Самолет Дидье упал в огне и пилот погиб.

## Награды
- Кавалер ордена Почётного легиона
- Компаньон ордена Освобождения (8 ноября 1944 года)
- Военный крест 1939—1945 (7 пальмовых ветвей)
- Медаль Сопротивления
- Орден Красного Знамени (04.02.1944)
- Орден Отечественной войны II степени (24.08.1943)